# Raffaella Imbriani
Raffaella Imbriani (geboren am 24. Januar 1973 in Karlsruhe) ist eine ehemalige deutsche Judoka. Sie war 2001 Vizeweltmeisterin und 1998 Europameisterin im Halbleichtgewicht, der Gewichtsklasse bis 52 Kilogramm.

## Karriere
Die 1,58 m große Raffaella Imbriani gewann 1991 eine Bronzemedaille bei den Junioren-Europameisterschaften. 1994 siegte sie bei den Militärweltmeisterschaften. Bei den Militärweltspielen 1996 erkämpfte sie eine Bronzemedaille. 1996 gewann sie ihren ersten Deutschen Meistertitel, 1997, 1998, 2000 und 2002 folgten vier weitere Titel. 1998 erreichte sie beim Weltcupturnier das Finale und unterlag dort der Kubanerin Legna Verdecia. Bei den Europameisterschaften 1998 bezwang sie im Halbfinale die Rumänin Ioana Maria Aluaș und im Finale die Britin Georgina Singleton. Im Jahr darauf unterlag sie im Halbfinale der Europameisterschaften in Bratislava der Britin Deborah Allen, den Kampf um Bronze gewann sie gegen die Französin Marie-Claire Restoux. 2000 belegte sie bei den Europameisterschaften in Breslau den fünften Platz. 
2001 siegte Imbriani beim Turnier in Paris. Bei den Weltmeisterschaften in München bezwang sie im Viertelfinale Legna Verdecia und im Halbfinale Salima Souakri aus Algerien. Im Finale unterlag sie der Nordkoreanerin Kye Sun-hui. 2002 siegte sie beim World-Masters-Turnier in Bukarest. Bei den Weltmeisterschaften 2003 in Osaka unterlag Imbriani im Viertelfinale der Japanerin Yuki Yokosawa. Mit Siegen in der Hoffnungsrunde über die Südkoreanerin Kim Kyung-ok, die Spanierin Ana Carrascosa und die Nordkoreanerin Ri Sang-sim erkämpfte sich Imbriani eine Bronzemedaille. In ihrem letzten großen Turnier, den Olympischen Spielen 2004 in Athen, gewann Raffaella Imbriani ihren ersten Kampf gegen die US-Judoka Charlee Minkin durch eine Strafe für die Gegnerin. Im Achtelfinale bezwang sie die Griechin Maria Tselaridou durch Ippon nach 4:16 Minuten. Gegen die Chinesin Xian Dongmei unterlag sie im Viertelfinale nach 4:14 Minuten. In der Hoffnungsrunde schied Imbriani gegen die Algerierin Salima Souakri durch Waza-ari aus.
Raffaella Imbriani startete ab ihrem fünften Lebensjahr für den Judoclub Ettlingen. 